# Сочава, Виктор Борисович
Ви́ктор Бори́сович Соча́ва (7 [20] июня 1905, Парголово, Санкт-Петербургская губерния — 29 декабря 1978, Комарово) — советский географ, геоботаник и ландшафтовед, академик АН СССР (1968), основоположник Сибирской географической школы, создатель нового направления в географической науке — учение о геосистемах.

## Биография
Родился 7 (20) июня 1905 года в посёлке Парголово близ Петербурга в семье бухгалтера. Учился в гимназиях Петрограда и Киева. В 1921 году поступил в Петроградский сельскохозяйственный институт, где познакомился с В. Н. Сукачёвым и В. Л. Комаровым, под влиянием которых стал заниматься научной работой.
В 1925 стал старшим ассистентом кафедры экологии и географии своего ВУЗа, в 1926 году — научным сотрудником Ботанического музея АН СССР (с 1931 года — Ботанический институт им. В. Л. Комарова).
В 1926—1938 годах осуществил многочисленные экспедиции на Полярный Урал, Чукотку, Колыму, Приморье, Приамурье и т. д., работал начальником полевых партий, заведующим сектором геоботаники и кормов Института оленеводства, начальником отдела оленеводства Арктического института.
С 1935 года — кандидат биологических наук. Степень присвоена ему без защиты диссертации — за цикл опубликованных научных исследований по результатам экспедиций.
В 1938—1942 годах — доцент кафедры геоботаники Ленинградского государственного университета. С 1928 по 1950 годы работал в Ленинградском педагогическом институте им. А. И. Герцена на факультете географии в должности доцента, затем профессора, затем заведующего кафедрой.
С 1943 года — доктор биологических наук, в 1944 году присвоено учёное звание профессора. С 1958 года — член-корреспондент АН СССР. В 1959—1976 годах — директор Института географии Сибири и Дальнего Востока СО АН СССР в Иркутске. Руководимый им институт превратился в центр географической науки Азиатской части страны и получил мировую известность.
В 1955 году подписал «Письмо трёхсот».
С 1968 года — академик АН СССР. В 1969—1972 годах — председатель Восточно-Сибирского филиала СО АН СССР.
Последние годы (1976—1978) провёл в Комарово. В этот период Сочава подводил итог своей деятельности и теоретически обосновывал созданное им новое направление в географии — учение о геосистемах, выпустив три монографии.
Умер 29 декабря 1978 года в Комарово. Похоронен в Комаровском некрополе. В декабре 1983 года состоялось открытие на могиле памятника из рапакиви архитектора В. А. Петрова, на котором широко использованы географические и ботанические мотивы.

Могила В. Б. Сочавы в Комарове

## Основные труды
- Сочава В. Б. Ботанический очерк лесов Полярного Урала от р. Нельки до р. Хулги. — М., 1927. — 78 с.
- Сочава В. Б. Опыт филоценогенетической систематики растительных ассоциаций // Советская ботаника. 1944. № 1. — С. 3-18.
- Сочава В. Б. Проблемы геоботаники и географическое познание Земли // Известия Всесоюзного географического общества. 1944. Т. 76, вып. 4. — С. 169—177.
- Сочава В. Б. Фратрии растительных формаций СССР и их филоценогения // Доклады АН СССР. 1945. Т. 47, № 1. — С. 60-64.
- Сочава В. Б. Вопросы классификации растительности, типологии физико-географических фаций и биогеоценозов // Вопросы классификации растительности. Свердловск: Уральский филиал АН СССР, 1961. — С. 5-22.
- Сочава В. Б. География и экология. — Л.: Географическое общество СССР, 1970.
- Сочава Б. В. Введение в учение о геосистемах. — Новосибирск: Наука, Сибирское отделение, 1978. — 319 с.
- Сочава В. Б. Растительный покров на тематических картах. — Новосибирск: Наука, Сибирское отделение, 1979. — 190 с.
- Сочава В. Б. Географические аспекты сибирской тайги. — Новосибирск: Наука, Сибирское отделение, 1980. — 256 с.
- Сочава В. Б. Проблемы физической географии и геоботаники. Избранные труды. — Новосибирск: Наука, Сибирское отделение, 1986. — 343 с.